# Centro Europeo de Solidarność
El Centro Europeo de Solidarność (en polaco Europejskie Centrum Solidarności) es un museo, biblioteca y centro de investigación de la ciudad polaca de Gdańsk, dedicado a preservar y exponer la lucha sindical y el mensaje de la organización de Solidaridad, así como la oposición democrática anticomunista del Este de Europa. Junto al CES se encuentran otros edificios y monumentos relacionados con la historia del sindicato así como de las actividades que llevaban a cabo los trabajadores de astillero, como el Monumento a los trabajadores del astillero caídos en 1970, la puerta número 2 de los astilleros, epicentro de las protestas durante las manifestaciones, o la Sala BHP.

## Historia

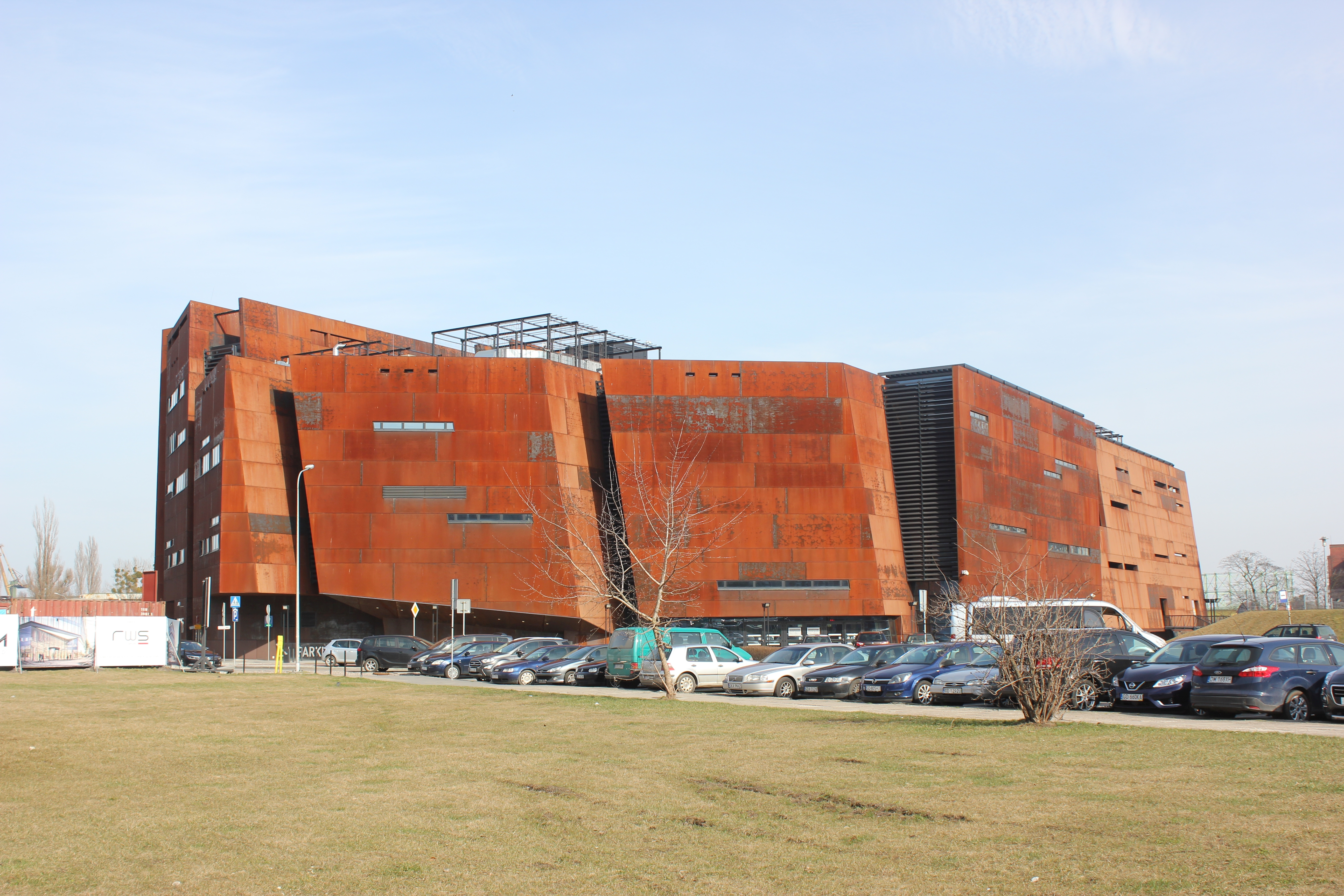
Vista por fuera del Centro Europeo de Solidarność

El proyecto de crear un museo de esta índole nació en marzo de 1998, basado en la idea de Paweł Adamowicz, alcalde de la ciudad de Gdánsk, y del historiador Ryszard Kukliński. Nueve meses más tarde, con el apoyo de diversas personalidades y organizaciones, entre los que se encontraba el expresidente Lech Wałęsa se estableció la Fundación del Centro de Solidaridad (Fundacja Centrum Solidarności) con el objetivo de abrir al público el Centro Europeo de Solidarność, el cual fue formalizado en el año 2007 como una institución cultural.
En 2005 se produjo la firma del acto de fundación del Centro Europeo de Solidarność en la plaza de Solidaridad de Gdańsk, en la que intervinieron diversas personalidades, entre otros Lech Wałęsa o José Manuel Barroso, a la sazón presidente de la Comisión Europea.
El concurso para el diseño del edificio recibió 58 propuestas de arquitectos de todo el mundo. Las paredes del edificio están fabricadas en Acero corten, que con su peculiar color oxidado hace recordar al casco de un barco, en alusión a las actividades que antiguamente tenían lugar en el puerto de Gdansk, la mayor ciudad portuaria de Polonia.
La primera piedra del edificio se puso en mayo de 2011, iniciando así su construcción con un acto en el que estuvo presente el presidente polaco Bronisław Komorowski. La construcción finalizó en 2012, y tuvo un coste total de 231 millones de eslotis (unos 53,3 millones de euros aproximadamente), de los cuales 113 millones de eslotis (26 millones de euros) provenían de fondos de la Unión Europea, siendo aportada la cantidad restante por la ciudad de Gdańsk. La apertura tuvo lugar entre el 30 y 31 de agosto de 2014, fecha que coincidía con el trigésimo cuarto aniversario de los acuerdos de Gdánsk (también conocidos como Acuerdos de Agosto), en la que el derecho del huelga así como otras concesiones fueron adquiridas por los huelguistas a raíz de las demandas del astillero Lenin de Gdánsk. En 2016 fue ganador del Premio Museo del Consejo de Europa.

## Colecciones

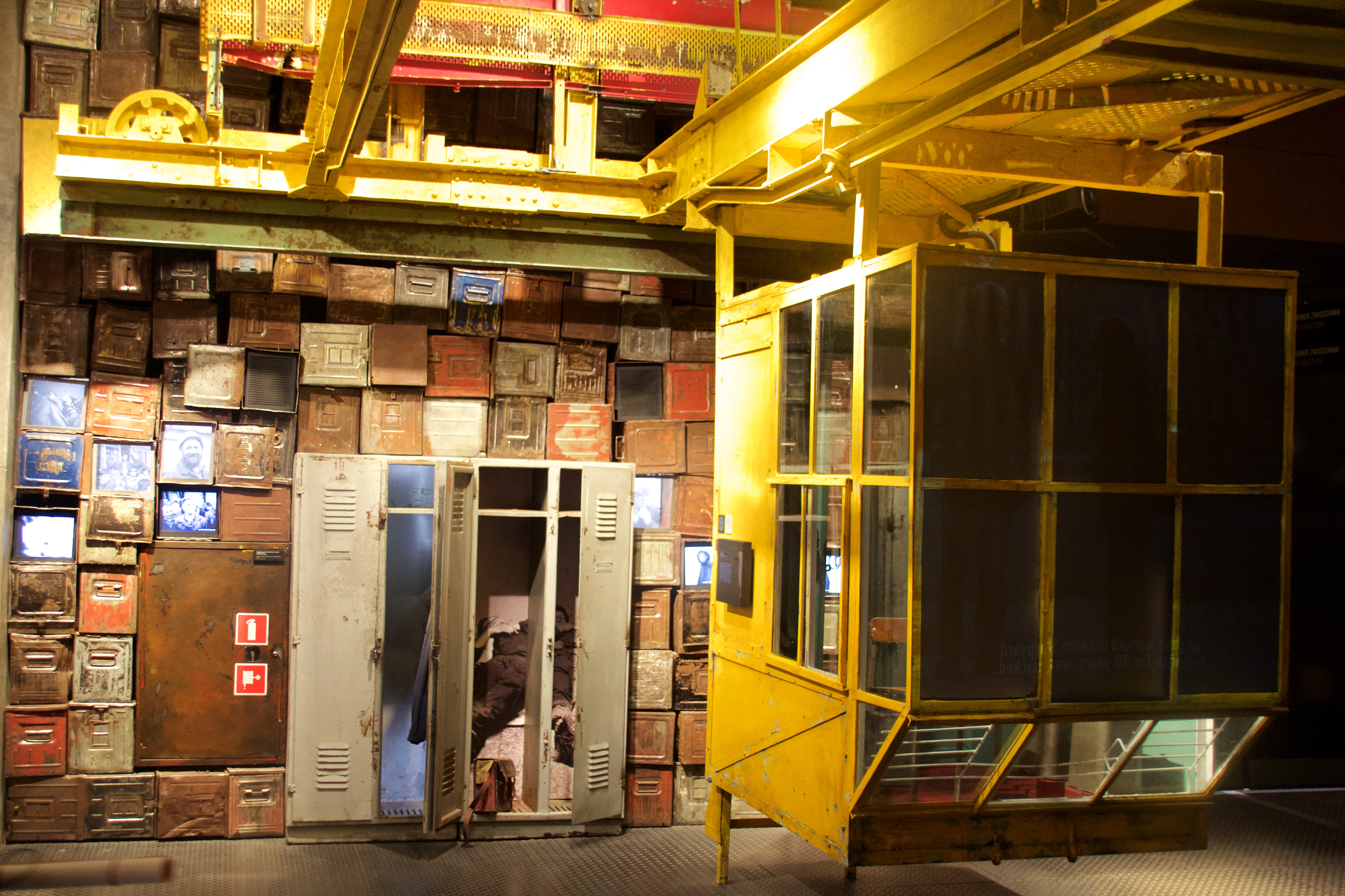
Vista de una sala de la exposición permanente.

La exhibición permanente está dedicada a la lucha del sindicato de Solidaridad por derribar el sistema comunista en Polonia, así como los acontecimientos desencadenados por su acción en otros países de Europa. Cuenta con aproximadamente 3000 m² repartidos en dos plantas. Esta exhibición está comprendida por 1800 piezas y documentos históricos.
Los archivos del CES consisten en 65 000 fotografías, 5000 objetos de museo y 462 objetos artísticos.

## Otras funciones
Además de como museo abierto al público, el Centro Europeo de Solidarność cumple también con otras funciones: la labor educativa se ve materializada con la convocatoria de talleres, seminarios y congresos, conferencias y debates.
La biblioteca del CES cuenta con una abundante colección de libros de temas tales como historia, política, sociología, filosofía, literatura, cultura, arte, así como literatura regional relacionada con la ciudad de Gdańsk. También pueden consultarse libros y revistas de expatriados polacos y publicaciones clandestinas.
El interior, moderno, posee algunas particularidades que lo distinguen del resto de museos de la ciudad y de Polonia. Por ejemplo, en él hay vegetación natural interior, incluidos árboles. En la sexta planta, a una altura de veinticinco metros, se encuentra una terraza con vistas panorámicas de la ciudad Gdańsk y de su astillero, que complementan la visita a sus exposiciones y a la que se puede acceder gratuitamente.

## Controversias
En 2019 el ministro de Cultura polaco Piotr Gliński se vio envuelto en una polémica al ser acusado de intentar controlar políticamente al museo, recortando su programación e intentando reemplazar al director de la institución por uno con afinidad al Gobierno. El año anterior, el ministerio de Cultura —que cofinancia la institución junto con la ciudad de Gdańsk y el voivodato de Pomerania— decidió rebajar su aportación financiera desde los siete millones de eslotis anuales a los cuatro millones. Respecto a este último asunto, el Gobierno se defendió argumentando que su contribución económica al CES recuperó las cantidades acordadas en 2007 y que cualquier financiación extra era voluntaria.